# Leipzig (Balthazar)
Leipzig is een nummer van de Belgische indierockband Balthazar uit 2014. 
De band kreeg de inspiratie voor het nummer in de tourbus, tijdens de tour ter promotie van hun tweede studioalbum Rats. "Leipzig" werd een bescheiden succesje in Vlaanderen. Het bereikte er de 10e positie in de Tipparade.